# Hyrtios violaceus
Hyrtios violaceus är en svampdjursart som först beskrevs av Duchassaing och Giovanni Michelotti 1864.  Hyrtios violaceus ingår i släktet Hyrtios och familjen Thorectidae. Inga underarter finns listade i Catalogue of Life.